# ᴘ
Cette page contient des caractères spéciaux ou non latins. S’ils s’affichent mal (▯, ?, etc.), consultez la page d’aide Unicode.
Ne doit pas être confondu avec la lettre grecque petite capitale rhô ‹ ᴩ ›.
ᴘ, appelé petite capitale P, est une lettre additionnelle de l’écriture latine qui est utilisée dans l’alphabet phonétique ouralien et a été utilisée dans le Premier traité grammatical islandais au Moyen Âge.

## Utilisation
Au Moyen Âge, l’auteur du Premier traité grammatical islandais a utilisé ‹ ᴘ › pour transcrire le p géminé.
Dans l’alphabet phonétique ouralien utilisé par Lagercrantz, ‹ ᴘ › représente une consonne occlusive bilabiale sourde laxe, notée [b̥] ou [p] avec l’alphabet phonétique international, par opposition à ‹ p › représentant une consonne occlusive bilabiale sourde forte, notée [p], [pp] ou [pː] avec l’alphabet phonétique international.
En 1948, John Peabody Harrington (en) utilise la petite capitale p ‹ ᴘ › pour représenter une consonne occlusive bilabiale sourde aspirée [pʰ] dans la transcription phonétique du wichi.
La petite capitale p est aussi parfois utilisé pour transcrire une consonne roulée bilabiale sourde [ʙ̥].

## Représentations informatiques
La petite capitale P peut être représentée avec les caractères Unicode (Extensions phonétiques) suivants :
| formes    | représentations | chaînes de caractères | points de code | descriptions                              |
| --------- | --------------- | --------------------- | -------------- | ----------------------------------------- |
| minuscule | ᴘ               | ᴘ                     | U+1D18         | lettre minuscule latine petite capitale p |